# Superpermutation

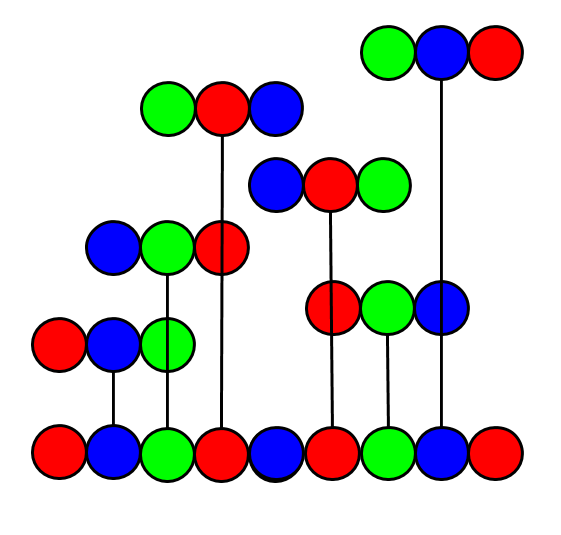
Verteilung von Permutationen in einer Superpermutation mit 3 Symbolen, C=rot, B=blau, A=grün

Eine Superpermutation von {\displaystyle n} Zeichen ist in der Kombinatorik eine Zeichenkette, die jede mögliche Permutation, also Kombination, dieser {\displaystyle n} Zeichen als Zeichenkette beinhaltet.
Es wurde gezeigt, dass für 1≤ {\displaystyle n\leq 5} die kleinste Superpermutation die Länge {\displaystyle 1!+2!+\dots +n!}, also \sum _{i=1}^{n}i!, hat.
So gibt es beispielsweise 6 Permutationen für die drei Elemente {\displaystyle \{1,2,3\}}, nämlich {\displaystyle 123}, {\displaystyle 132}, {\displaystyle 213}, {\displaystyle 231}, {\displaystyle 312} und {\displaystyle 321}; und eine kleinste Superpermutation, welche alle diese Permutationen beinhaltet, hat eine Länge von 9 Zeichen: {\displaystyle 321323123}.
Die ersten fünf Superpermutationen haben die Längen 1, 3, 9, 33 und 153. Die Zeichenketten dieser Permutationen sehen beispielsweise so aus:
- 1
- 121
- 123121321
- 123412314231243121342132413214321
- 123451234152341253412354123145231425314235142315423124531243512431524312543121345213425134215342135421324513241532413524132541321453214352143251432154321.

Für eine Zeichenmenge von {\displaystyle n=6} wurde 2014 eine kürzere Superpermutation als \sum _{i=1}^{n}i! gefunden. Anstelle einer Länge von 873 Zeichen wurden für {\displaystyle n=6} nur 872 Zeichen benötigt. Es wird daher erwartet, dass für {\displaystyle n\geq 6} gilt, dass maximal eine Länge von {\displaystyle (1!+2!+\dots +n!)-1} für die kürzeste Superpermutation benötigt wird: “The minimal length is still unknown for {\displaystyle n\geq 6}, but we can show that for all {\displaystyle n\geq 6} it is strictly less than the conjectured length […]”.
Auf dem Imageboard 4chan wurde am 27. September 2011 von einem anonymen Nutzer nachgewiesen, dass die kürzeste Superpermutation für {\displaystyle n\geq 2} eine Länge von mindestens {\displaystyle n!+(n-1)!+(n-2)!+n-3} hat. Robin Houston, Jay Pantone und Vince Vatter haben am 25. Oktober 2018 einen vollständigen Beweis dessen in der Datenbank OEIS veröffentlicht.